# 高塚かず子
高塚 かず子（たかつか かずこ、1946年2月6日 - ）は、日本の詩人。島根県生まれ。長崎県大村市在住。活水女子短期大学卒業。
1992年に第9回ラ・メール新人賞、1994年に詩集『生きる水』で第44回H氏賞を受賞。2003年長崎原爆平和祈念「詩の夕べ」に参加。2006年4月から2010年3月まで長崎県教育委員会委員を務めた。

## 著作

### 詩集
- 存在以前（1965年、私家版）
- 生きる水（1993年、思潮社）
- 天の水（1998年、思潮社）
- 水の旅（2011年、思潮社）

### 作詞
- 混声合唱とピアノのための組曲・猫祭（1999年、カワイ出版）堀内貴晃作曲
- 混成合唱組曲・水の旅（2016年、カワイ出版） 作曲・池辺晋一郎